# Felix Kühner
Felix Kühner (* 20. Dezember 1890 in Eisenach; † 28. August 1968 ebenda) war ein deutscher Verleger, Journalist und Politiker.

## Leben
Felix Kühner war der Sohn des Verlegers und Journalisten Philipp Kühner. Er studierte in Jena und war seit 1912 Mitglied der Burschenschaft Arminia auf dem Burgkeller. Er wurde 1921 in Jena promoviert. Felix Kühner war Chefredakteur der linksliberalen Zeitung Eisenacher Tagespost und Inhaber der Druckerei Philipp Kühner. Er saß für die Deutsche Demokratische Partei (DDP) im Stadtrat in Eisenach. Den Zweiten Weltkrieg machte er als Major einer Artillerie-Batterie mit und ging am Kriegsende für fünf Jahre in russische Kriegsgefangenschaft.

## Schriften
- Die Entwicklung der Pressgesetzgebung in Sachsen-Weimar-Eisenach im 19. Jahrhundert. Jena 1921 (Dissertation, Universität Jena, 1921).
- mit Konrad Höfer: Von der Schwarzen Kunst: Verlagsdirektor Hans Apel zum 15. Sept. 1939 ... seinem 50. Geburtstag. Kühner, Eisenach 1939.